# Irlande au Concours Eurovision de la chanson 1995
L’Irlande a participé au Concours Eurovision de la chanson 1995 le 9 mai à Dublin. L'Irlande a remporté les éditions 1992, 1993, 1994.
Le pays est représenté par Eddie Friel et la chanson Dreamin', sélectionnés par Raidió Teilifís Éireann à travers une finale nationale.

## Sélection

### Finale nationale
La finale a lieu le 12 mars 1995 au Cork Opera House de Cork. Pour la cinquième année consécutive, Pat Kenny anime l'événement. Les huit chansons présentées reçoivent des votes de dix jurys régionaux.
| Position | Artiste         | Chanson                                  | Points | Place |
| -------- | --------------- | ---------------------------------------- | ------ | ----- |
| 1        | Eddie Friel     | Dreamin’                                 | 99     | 1     |
| 2        | Mary Farrell    | The Night Time                           | 66     | 6     |
| 3        | Annette Griffin | Ó Am go hAm                              | 68     | 5     |
| 4        | Henry Winter    | Now That Love Has Brought You Back Again | 37     | 7     |
| 5        | Joan Connolly   | Rainy Day                                | 33     | 8     |
| 6        | Carl Corcoran   | Little by Little                         | 73     | 4     |
| 7        | Maggie Toal     | Come Back and Hold Me                    | 82     | 3     |
| 8        | Naoimh Penston  | Always You                               | 92     | 2     |

À la suite de sa victoire, la chanson gagnante Dreamin’ provoque une controverse à la suite d'allégations de plagiat en raison de similitudes avec une chanson de Julie Felix intitulée Moonlight. La chanson classée deuxième de la finale nationale, Always You, est pendant un certain temps considérée comme un remplaçant potentiel de Friel, mais un accord avec Felix permet à la chanson de continuer dans le concours.

## À l'Eurovision
La chanson passe en deuxième place lors de la soirée (suivant Sama interprétée par Justyna Steczkowska pour la Pologne et précédant Verliebt in Dich interprétée par Stone & Stone pour l'Allemagne.
À la fin du vote, la chanson obtient 44 points, se plaçant 14e sur 23 participants.

### Points attribués par l'Irlande
| 12 points | Suède       |
| 10 points | Norvège     |
| 8 points  | Slovénie    |
| 7 points  | Danemark    |
| 6 points  | Islande     |
| 5 points  | France      |
| 4 points  | Malte       |
| 3 points  | Croatie     |
| 2 points  | Espagne     |
| 1 point   | Royaume-Uni |

### Points attribués à l'Irlande
| 12 points                                          | 10 points | 8 points            | 7 points | 6 points                                  |
| -------------------------------------------------- | --------- | ------------------- | -------- | ----------------------------------------- |
|                                                    | - Suède   |                     |          |                                           |
| 5 points                                           | 4 points  | 3 points            | 2 points | 1 point                                   |
| - Bosnie-Herzégovine - Russie - Slovénie - Turquie | - Grèce   | - Espagne - Islande |          | - Allemagne - Danemark - France - Norvège |